# María Agustina Sarmiento de Sotomayor

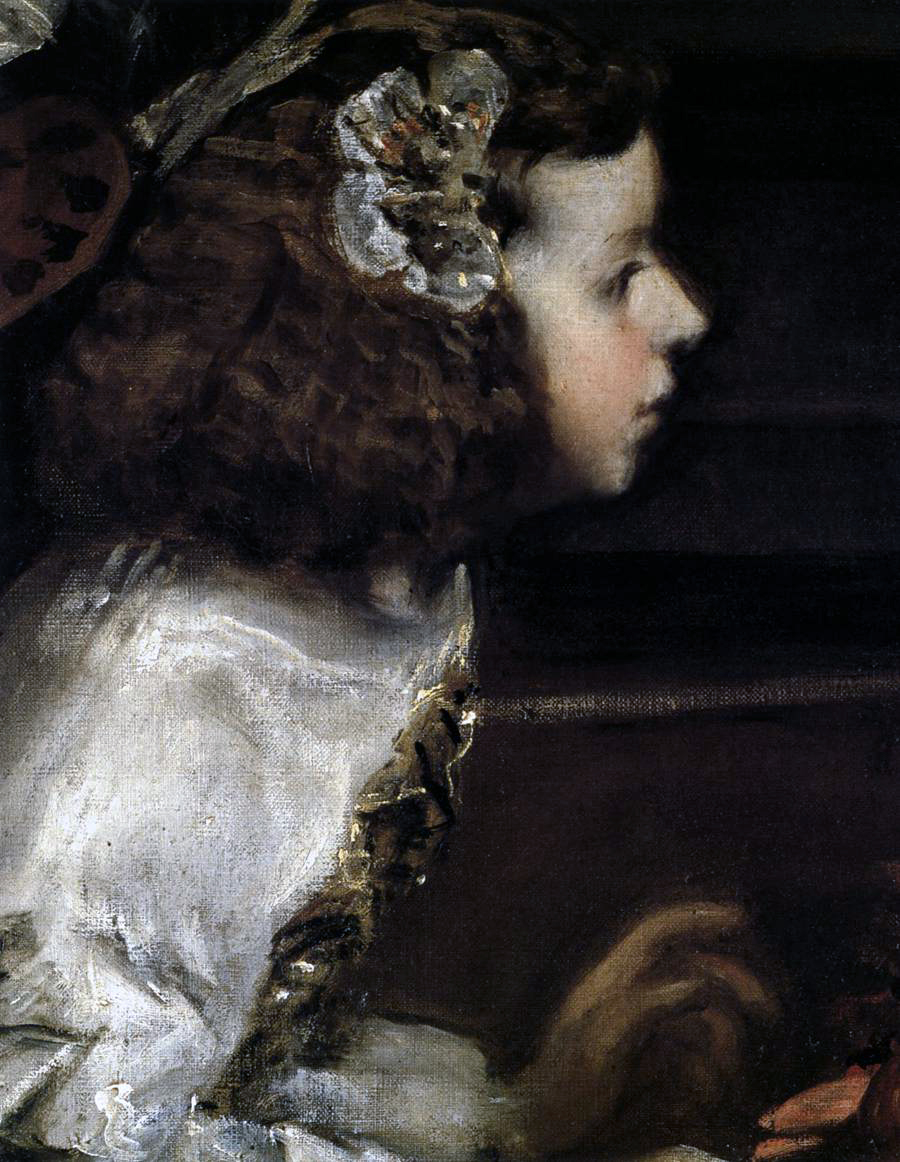
Detalle de María Agustina Sarmiento de Sotomayor en la pintura Las meninas.

María Agustina Sarmiento de Sotomayor (Puenteareas, 9 de febrero de 1637-Madrid, 10 de diciembre de 1709), fue una menina de la infanta Margarita de Austria.

## Biografía
Nacida en el Pazo de los Sarmientos, hoy  el convento franciscano de San Diego de Canedo en Puenteareas, era hija de Diego Sarmiento de Sotomayor  y Luna, II marqués de Sobroso, III conde de Salvatierra,  y de Juana de Isasi Bonifaz, II condesa de Pie de Concha.
Fue representada en el año 1656 por el pintor Diego Velázquez en el cuadro de Las meninas, en el cual está ofreciendo un búcaro a la infanta Margarita.
Contrajo matrimonio tres años más tarde, el 24 de febrero de 1659, en Madrid, con Juan Domingo Ramírez de Arellano, IX conde de Aguilar de Inestrillas, fallecido en 1668, de quien fue la segunda esposa. Casó en segundas nupcias, en 1670, con Diego Felipe Zapata Suárez de Mendoza, IV conde de Barajas, de quien también enviudó en 1684. Falleció el 10 de diciembre de 1709 y estuvo enterrada en el convento de San Francisco (parroquia de San Justo y Pastor) de Madrid.